# Esporte Clube Estivadores
Esporte Clube Estivadores foi um clube de brasileiro de futebol da cidade de Maceió, capital do estado de Alagoas.

## História
O Estivadores jogou 5 edições do Campeonato Alagoano, entre 1961 e 1965. Seu melhor desempenho foi em 1963, quando foi vice-campeão do Torneio Início (vencido pelo CRB), e em 1964 terminou em terceiro lugar na classificação geral.
Sem estádio próprio, usou os estádios Severiano Gomes Filho (pertencente ao CRB) e Gustavo Paiva (CSA) para mandar as partidas. As cores oficiais do Estivadores eram verde, preto e branco.

## Desempenho em competições

### Campeonato Alagoano - 1ª divisão
| Ano  | Posição |
| 1961 | 4º      |
| 1962 | 2º      |
| 1963 | 3º      |
| 1964 | 4º      |
| 1965 | 6º      |